# Cáklý Max jedna
Cáklý Max jedna (v anglickém originále Beyond Blunderdome) je 1. díl 11. řady (celkem 227.) amerického animovaného seriálu Simpsonovi. Scénář napsal Mike Scully a díl režíroval Steven Dean Moore. V USA měl premiéru dne 26. září 1999 na stanici Fox Broadcasting Company a v Česku byl poprvé vysílán 9. října 2001 na stanici ČT1.

## Děj
Homer si vyzkouší a následně zničí nový elektromobil, aby dostal dárek zdarma, kterým jsou volné vstupenky na předpremiéru nového filmu Mela Gibsona, remaku filmu Pan Smith přichází. Diváci dostanou kartičky s komentáři, které mají vyplnit, aby tvůrci mohli film na základě reakcí diváků změnit. Film se líbí všem kromě Homera. Během promítání je Gibson, který přišel na zkušební projekci bez ohlášení, producenty ujišťován, že film je skvělý, ale při čtení komentářových kartiček po filmu je přesvědčen, že ho všichni mají příliš rádi na to, aby mu řekli, jak film vylepšit. Když si přečte Homerovy komentáře, částečně inspirované tím, že viděl Gibsona flirtovat s Marge, pomyslí si, že Homer byl jediný, kdo měl dost odvahy říct mu pravdu. 
Gibson se objeví u dveří Simpsonových a pozve Homera a jeho rodinu, aby s ním jeli do Hollywoodu film změnit. Homer a Gibson pracují společně, zatímco zbytek rodiny zkoumá Hollywood, ale když se Homerovy nápady ukážou jako hloupé a nesmyslné, Gibson začne přemýšlet, zda neudělal chybu. Je však nadšený, když mu Homer sdělí své nápady pro slavnou „filibusterskou“ scénu na konci filmu. Následujícího dne představí producentům nový konec, v němž pan Smith zešílí a v bezduché akční filmové sekvenci zmasakruje všechny členy Kongresu Spojených států a prezidenta. Producenti jsou tím zděšeni a tvrdí, že film měl být prestižním snímkem studia. Pokusí se nový konec spálit, ale Homer a Gibson, odhodlaní zachránit svůj film, s ním utečou. 
Se zbytkem rodiny se setkají v automobilovém muzeu, kde ukradnou repliku auta hlavního padoucha z filmu Šílený Max 2 – Bojovník silnic a pustí se do absurdní automobilové honičky ulicemi Hollywoodu, při níž jim je vedení filmu v patách. Homer, jenž si vezme na paškál nápad, o němž se domnívá, že pochází ze Statečného srdce, spolu s Gibsonem vedoucí pracovníky donutí, aby jim znechucení zastavili auto. Homer a Gibson se pak zúčastní premiéry filmu ve Springfieldu, ale když film skončí, všichni diváci znechuceně odejdou a vnučka Jimmyho Stewarta jim vyhrožuje, že je zažaluje za špatný film. Homer se pak snaží Gibsonovi omluvit, ten se mu nediví a dojde k závěru, že pro milovníky násilí, jako jsou oni, není v Hollywoodu místo; když však Homer navrhne příliš mnoho dalších hloupých nápadů na film, Gibson ho vyhodí z limuzíny.

## Produkce a témata
Díl napsal tehdejší showrunner Mike Scully a režíroval Steven Dean Moore. Epizoda byla vysílána v rámci 11. řady Simpsonových (1999–2000). Byl to Scullyho první scenáristický počin od doby, kdy převzal vedení seriálu. Ve srovnání s ostatními scénáři k epizodám štábní scenáristé příliš nezměnili původní scénář. Zápletka se točí kolem Mela Gibsona, který natáčí remake filmu Pan Smith přichází z roku 1939. Karma Waltonenová a Denise Du Vernayová epizodu analyzovaly a napsaly o ní v knize The Simpsons in the Classroom: Embiggening the Learning Experience with the Wisdom of Springfield, že je schopna kritizovat praxi testovacích projekcí, násilí ve filmu a jeden z oblíbených filmových standardů – automobilovou honičku, a nazývají ji „směšnou parodií na orgie násilí v akčních filmech“. S nápadem na násilnou verzi filmu přišel scenárista Tom Gammill. Gibson, který na konci filmu odhodí svůj senátorský odznak, odkazuje na závěr filmu Drsný Harry z roku 1971. S nápadem na scénu s elektrickými auty na začátku dílu přišel Kevin Nealon, který byl přítelem bývalého showrunnera Davida Mirkina. Jednoho dne se u nich zastavil a předvedl scenáristům svůj elektromobil.
V epizodě se jako host objevil Mel Gibson, se kterým se Scully setkal již dříve, když spolu s jeho ženou Julií Thackerovou psali vtipy pro školní sbírku. Gibson a Daniel Stern byli hostitelé a potřebovali pro tuto akci vtipy. Ukázalo se, že Gibson byl fanouškem pořadu a sledoval ho se svými dětmi. S touto znalostí netrvalo Scullymu dlouho, aby ho pozval k účinkování. Gibson byl ochotný do práce jít, a dokonce třikrát přišel na znovunatáčení některých scén – hlavně proto, že věděl, že se budou dívat jeho děti. Na rozdíl od většiny hostujících hlasů Gibson pořad nahrával spolu s herci. Jednou se ukázalo, že vtip napsaný pro Gibsona se skutečně stal. Scenáristé chtěli, aby Gibson řekl, že bude močit za popelnicí, protože to znělo, že by to pro filmovou hvězdu nebylo na úrovni. On to však již udělal během několika filmových premiér, protože se může cítit uvězněný na veřejných záchodcích se spoustou fanoušků. Gibson byl překvapen, že o tom scenáristé věděli, ale ukázalo se, že to byla náhoda. Díl často odkazuje na filmy, ve kterých se Gibson objevil. Po havárii studiového vozíku říká Gibson Homerovi: „Na tyhle blbosti už jsem starej.“. Je to odkaz na větu, kterou řekla postava Dannyho Glovera Roger Murtaugh Gibsonově postavě Martina Riggse ve filmové sérii Smrtonosná zbraň. Na stěně ve střižně je plakát k jeho filmu Statečné srdce a objevuje se zde také auto Road Warrior z filmu Šílený Max 2 z roku 1981. Kromě Gibsona v epizodě hostuje Jack Burns, který namluvil ředitele filmového studia Edwarda Christiana. Jeho časté používání výrazů „Huh?“ a „Víš, co tím myslím?“ je odkazem na komediální výstup Burnse a Averyho Schreibera. V dílu se objevuje také John Travolta, v jehož soukromém letadle Gibson letí do Springfieldu, ale jeho hlas napodobil Dan Castellaneta.

## Kulturní odkazy
V epizodě je mnoho odkazů na populární kulturu. Postava Rainiera Wolfcastla je viděna při natáčení filmu Zachraňte Irenu Ryanovou, což je odkaz na film Zachraňte vojína Ryana z roku 1998 a na herečku Irenu Rayanovou ze sitcomu The Beverly Hillbillies. Letiště nese název Letiště George Kennedyho, což je odkaz na herce George Kennedyho a jeho roli ve filmu Letiště a jeho třech pokračováních Letiště '75, Letiště '77 a Concorde – Letiště 1979. Když Homera a Gibsona pronásledují vedoucí pracovníci, vstoupí do muzea automobilů. V muzeu se nachází Batmobil ze seriálu Batman, Generál Lee ze seriálu The Dukes of Hazzard, Brouk Herbie z filmu Můj miláček Brouk z roku 1968 a pozdějších filmů, Monkeemobil ze seriálu The Monkees, Munster Koach ze seriálu The Munsters a auto ze seriálu Flintstoneovi.

## Vydání a přijetí
Epizoda byla původně vysílána na stanici Fox ve Spojených státech 26. září 1999 jako premiéra 11. série Simpsonových. V původním vysílání se díl umístil na 48. místě ve sledovanosti v týdnu od 20. do 26. září 1999 s ratingem 8,0 podle agentury Nielsen, což odpovídá přibližně 8,1 milionu domácností. V tom týdnu se jednalo o nejlépe hodnocený pořad na stanici Fox, který porazil pořady jako Futurama a Tatík Hill a spol. Pro srovnání, předchozí premiérová epizoda řady, Školní večírek, dosáhla ratingu 7,2 bodu při 7,1 milionu sledujících domácností. Díl Cáklý Max jedna měl nižší rating, než byl celkový rating celé 11. sezóny, jenž činil v průměru 8,2 milionu domácností. 12. března 2002 byla epizoda vydána ve Spojených státech na kolekci DVD s názvem The Simpsons Film Festival spolu s epizodou 4. řady Bartův trest, epizoda 7. řady Dvaadvacet krátkých filmů o Springfieldu a epizodou 6. řady Zrodila se hvězda. 7. října 2008 vyšel díl Cáklý Max jedna na DVD jako součást box setu The Simpsons – The Complete Eleventh Season. Členové štábu Mike Scully, George Meyer, Ron Hauge, Matt Selman a Steven Dean Moore se podíleli na audiokomentáři k této epizodě na DVD. Epizoda měla alternativní konec, ve kterém Apu navrhuje, aby neúspěšný film prodali do Indie, protože Indové milují násilné, akční americké filmy. Tento konec byl zařazen na DVD 11. řady.
Po odvysílání se epizoda setkala s obecně smíšeným přijetím kritiků. Den po premiéře napsal Mark Lorando z The Times-Picayune, že to sice „nebyla taková legrace, jakou nás Simpsonovi namlsali – naše chuť na parodie na showbyznys klesá –, ale epizoda měla své momenty“. Dále dodal, že se mu obzvlášť líbila „cedule vyvěšená před branou filmového studia ‚Za tímto bodem žádná umělecká integrita‘ “. Při recenzování 11. řady Simpsonových se k epizodě vyjádřil Colin Jacobson z DVD Movie Guide, který napsal, že „Gibson tu vlastně odvádí dobrou práci a je zábavné sledovat Homerovy příšerné filmové nápady. Není to klasický díl Simpsonových, ale začíná sezónu na docela dobré notě.“ Článek v časopise Salon z roku 2000 však poukazuje na tento díl jako na největší předzvěst toho, že v éře Scullyho coby showrunnera bude převládat – Homer, který „je nejen hloupý, ale [stal se také] nechutným a polosocialistickým. Je to ten Homer, který v úvodu sezóny ukázal Margin snubní prsten a prohlásil: ‚To je symbol toho, že podle našeho manželství je mým majetkem a patří mi.‘.“ Gibsonův výkon byl obecně chválen. Simon Crerar z deníku The Times zařadil jeho vystoupení mezi 33 nejvtipnějších cameí v historii pořadu, podobně Nathan Ditum z časopisu Total Film zařadil Gibsonovo vystoupení mezi 20 nejlepších hostů v historii pořadu a označil ho za „další eso sebeironického vystoupení hollywoodského velikána“.